# Klubi Futbollit Tirana 2015-2016

## Rosa
| N. |                    | Ruolo | Calciatore                      |
| -- | ------------------ | ----- | ------------------------------- |
| 1  | Kosovo (bandiera)  | P     | Ilir Avdyli                     |
| 2  | Albania (bandiera) | D     | Dritan Smajlaj                  |
| 3  | Albania (bandiera) | D     | Endrit Idrizaj                  |
| 4  | Albania (bandiera) | D     | Gentjan Muça                    |
| 5  | Serbia (bandiera)  | D     | Dejan Karan                     |
| 7  | Albania (bandiera) | C     | Gilman Lika                     |
| 8  | Albania (bandiera) | C     | Ervin Bulku (capitano)          |
| 9  | Albania (bandiera) | A     | Grent Halili                    |
| 10 | Albania (bandiera) | C     | Erjon Vuçaj                     |
| 11 | Albania (bandiera) | A     | Ergys Sorra                     |
| 13 | Albania (bandiera) | C     | Erando Karabeçi (vice-capitano) |
| 14 | Brasile (bandiera) | A     | Hugo                            |
| 16 | Austria (bandiera) | D     | Ronald Gërçaliu                 |
| 17 | Albania (bandiera) | C     | Gjergj Muzaka                   |
| 18 | Albania (bandiera) | C     | Dorian Kërçiku                  |

| N. |                     | Ruolo | Calciatore       |
| -- | ------------------- | ----- | ---------------- |
| 19 | Albania (bandiera)  | C     | Elis Bakaj       |
| 20 | Albania (bandiera)  | C     | Enriko Papa      |
| 21 | Albania (bandiera)  | C     | Olsi Teqja       |
| 23 | Kosovo (bandiera)   | C     | Argjend Malaj    |
| 24 | Brasile (bandiera)  | A     | Alex William     |
| 25 | Albania (bandiera)  | D     | Marlind Nuriu    |
| 28 | Albania (bandiera)  | D     | Erion Hoxhallari |
| 31 | Albania (bandiera)  | P     | Edvan Bakaj      |
| 99 | Giappone (bandiera) | A     | Masato Fukui     |
| -  | Albania (bandiera)  | P     | Marsel Çaka      |
| -  | Albania (bandiera)  | C     | Juxhin Marra     |
| -  | Albania (bandiera)  | C     | Senad Sallaku    |
| -  | Albania (bandiera)  | A     | Majkel Peçi      |
| -  | Albania (bandiera)  | A     | Anxhelo Mumajesi |